# Локмор Вотервеј Естејтс (Флорида)
Локмор Вотервеј Естејтс (енгл. Lochmoor Waterway Estates) насељено је место без административног статуса у америчкој савезној држави Флорида.

## Демографија
По попису из 2010. године број становника је 4.204, што је 346 (9,0%) становника више него 2000. године.
| Група             | 2000.         | 2010.         |
| Белци             | 3.575 (92,7%) | 3.717 (88,4%) |
| Афроамериканци    | 30 (0,8%)     | 85 (2,0%)     |
| Азијати           | 54 (1,4%)     | 62 (1,5%)     |
| Хиспаноамериканци | 137 (3,6%)    | 300 (7,1%)    |
| Укупно            | 3.858         | 4.204         |